# Бурлыагаш
Бурлыагаш (каз. Бүрліағаш) — упразднённое село в Жарминском районе Восточно-Казахстанской области Казахстана. Входило в состав Калбатауского сельского округа. Код КАТО — 634430300. Ликвидировано в 2013 году.

## Население
В 1999 году население села составляло 111 человек (53 мужчины и 58 женщин). По данным переписи 2009 года, в селе проживало 68 человек (34 мужчины и 34 женщины).